# Отбросы (фильм, 2011)
«Отбросы» (англ. Junkhearts) — драматический фильм 2011 года режиссёра Тинджа Кришнана. Премьера состоялась 4 ноября 2011 года в Великобритании.

## Сюжет
Бывший солдат и алкоголик Фрэнк ведёт одинокую жизнь. Чтобы хоть как-то её скрасить, он решает приютить бездомную девушку-подростка Линетт.

## В ролях
| Актёр        | Роль     |
| ------------ | -------- |
| Эдди Марсан  | Фрэнк    |
| Том Старридж | Дэнни    |
| Джон Бойега  | Джамаль  |
| Ромола Гарай | Кристина |
| Кэндис Рейд  | Линетт   |

## Награды и номинации
- 2011 — премия «Лондонского кинофестиваля» в категории «Лучший британский дебют — Актриса» (Кэндис Рейд) и номинация в категории «Лучший британский дебют — Режиссёр» (Тиндж Кришнан)[1].
- 2012 — 2 премии «Московского международного кинофестиваля» в категориях «Лучший фильм» (Тиндж Кришнан)[2] и «Лучший актёр» (Эдди Марсан)[3].

## Отзывы
Фильм получил смешанные отзывы кинокритиков. На сайте Rotten Tomatoes у фильма 64 % положительных рецензий из 11.